# Avaya
Avaya is een Amerikaans internationaal technologiebedrijf. Het hoofdkantoor is gevestigd in Durham, North Carolina, en het bedrijf is gespecialiseerd in oplossingen voor cloudcommunicatie en workstream collaboration. Het Avaya OneCloud experience-platform omvat unified communications (UCaaS), contact center (CCaaS), CPaaS en services. Avaya levert diensten aan meer dan 220.000 klanten in 190 landen wereldwijd en is het grootste volwaardige UC- en CC-bedrijf, met een nummer 1-positie in CC en nummer 2-positie in UC en collaboration. Het bedrijf had in boekjaar 2020 een omzet van 2,9 miljard dollar, waarvan 88% werd toegeschreven aan software en diensten.

## Geschiedenis
In 1995 werd Lucent Technologies afgesplitst van AT&T, en Lucent splitste vervolgens zelf entiteiten af in een poging om zijn noodlijdende activiteiten te herstructureren.
Avaya werd vervolgens afgesplitst van Lucent als een eigen bedrijf in 2000 (Lucent fuseerde in 2006 met Alcatel SA, werd Alcatel-Lucent, dat op zijn beurt werd gekocht door Nokia in 2016). Het bleef een publiek bedrijf van 2000 tot 2007. In oktober 2007 werd Avaya overgenomen door twee private equity-bedrijven, TPG Capital en Silver Lake Partners, voor een bedrag van 8,2 miljard dollar.
Op 19 januari 2017 vroeg Avaya een Chapter 11-faillissement aan.
Op 15 december 2017 werd het weer een beursgenoteerd bedrijf, handelend onder de NYSE-beurs ticker AVYA.

## Management
- President & CEO - Jim Chirico
- CFO - Kieran McGrath
- Chief Revenue Officer - Stephen Spears
- Chief Administrative Officer & General Counsel - Shefali Shah

## Overnames en partnerschappen
Sinds 2001 heeft Avaya verschillende bedrijven verkocht en overgenomen, waaronder VPNet Technologies, VISTA Information Technologies, Quintus, RouteScience, Tenovis, Spectel, NimCat Networks, Traverse Networks, Agile Software NZ Limited, Konftel, Sipera, Aurix, Radvision en Esnatech. Via de faillissementsprocedure van Nortel werden activa gerelateerd aan hun Enterprise Voice en Data business units geveild. Avaya bracht een bod uit van 900 miljoen dollar, en werd op 14 september 2009 als winnaar van de verkoop uitgeroepen. In 1985 werd Performance Engineering Corporation (later PEC Solutions) opgericht om technologiediensten te leveren aan overheidsklanten. Op 6 juni 2005 nam Nortel PEC Solutions over om Nortel PEC Solutions te vormen. Op 18 januari 2006 werd Nortel PEC Solutions omgedoopt tot Nortel Government Solutions. Op 21 december 2009 verwierf Avaya de overheidsactiviteiten van Nortel als onderdeel van de verkoop van de activa van het bedrijf.
In oktober 2019 ging Avaya een strategisch partnerschap aan met RingCentral en samen introduceerden zij een nieuwe unified communications as a service-oplossing (UCaaS) genaamd Avaya Cloud Office ("ACO"). RingCentral betaalde daarnaast 500 miljoen dollar om de exclusieve aanbieder van het nieuwe Avaya UCaaS-aanbod te worden.

## Locaties en klanten
Het hoofdkantoor van Avaya is gevestigd op 2605 Meridien Parkway, Durham, North Carolina. In 2020 was het bedrijf actief in ongeveer 190 landen.
Avaya OneCloud-oplossingen worden geleverd aan meer dan 90% van de Fortune 100-organisaties, samen met:
- 19 van 's werelds 20 grootste banken
- De top 10 verzekeringsmaatschappijen
- De top 10 autofabrikanten ter wereld
- Meer dan 4.800 onderwijsinstellingen over de hele wereld
- 80% van 's werelds grootste hotels en motel
- 8 van 's werelds 10 grootste bedrijven op het gebied van gezondheidszorg
- Meer dan 5.800 zorginstellingen over de hele wereld

Tot de zakelijke klanten van Avaya behoren: Apple, AT&T, Dell, CVS Health, Liberty Mutual Insurance, Disney, Comcast, Walmart, Deutsche Telekom, Lloyds Banking Group, Standard Chartered Bank, Michigan State University, UC Berkeley, U.S. House of Representatives
Avaya sponsort de gebruikersgroep IAUG en trainingsprogramma's voor certificering van IT-professionals in het gebruik van Avaya's producten.

## Patenten
Avaya heeft meer dan 4.400 patenten en aangevraagde patenten over zijn CCaaS-, UCaaS- en CPaaS-portfolio. In januari 2021 maakte het bedrijf bekend dat het zijn 600e patent voor Contact Center-technologieën had ontvangen, dat werd toegekend voor AI-innovatie in "chatbot socialization." 